# Europabrunnen (Dortmund)

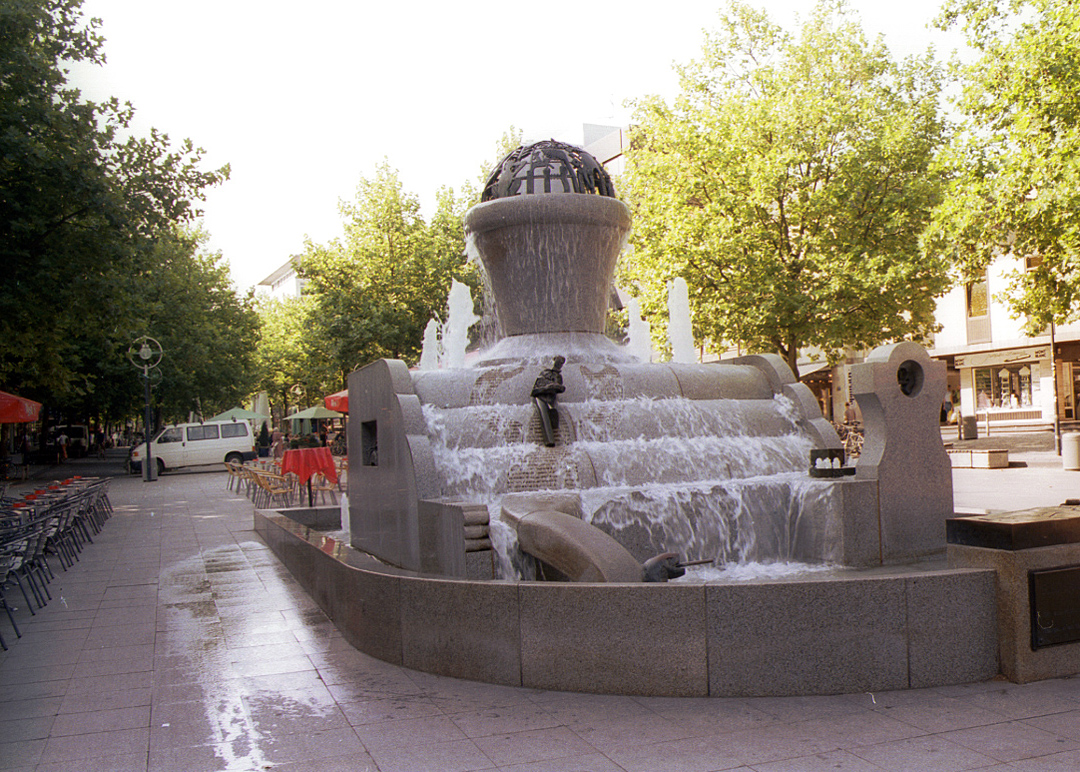
Nördliche Ansicht

Der Europabrunnen ist ein Brunnen und Kunstwerk in der Kleppingstraße an der Ecke zum Ostenhellweg im Zentrum der Dortmunder Innenstadt. Er befindet sich auf dem Conrad-von-Soest-Platz, neben der Marienkirche.
Gestaltet wurde der Brunnen durch Joachim Schmettau, im Zuge der Verkehrsberuhigung und Umgestaltung der Kleppingstraße im Jahr 1989. Er wurde am 18. März 1989 an die Stadt Dortmund übergeben. Die Motive des Brunnens sind eine Anspielung auf die kulinarischen Angebote der Umgebung. Schmettau wollte sein Kunstwerk „lukullischer Brunnen“ nennen und mit seinen phantasievoll gestalteten Figuren, Menschen und Tieren, Bezug auf die vielen kulinarischen Angebote entlang der Kleppingstraße nehmen, doch wurde der Brunnen auf Wunsch der Bürgerinnen und Bürger der Stadt Dortmund Europabrunnen genannt. Ein Grund dürfte die noch nicht lang zurückliegende Europawahl gewesen sein, ein anderer war der durch Bürgermeister Günter Samtlebe formulierte Wunsch, dass der Brunnen zeigen solle, was Europa für uns bedeute, „auch vor dem Hintergrund der Entwicklung in der DDR“.

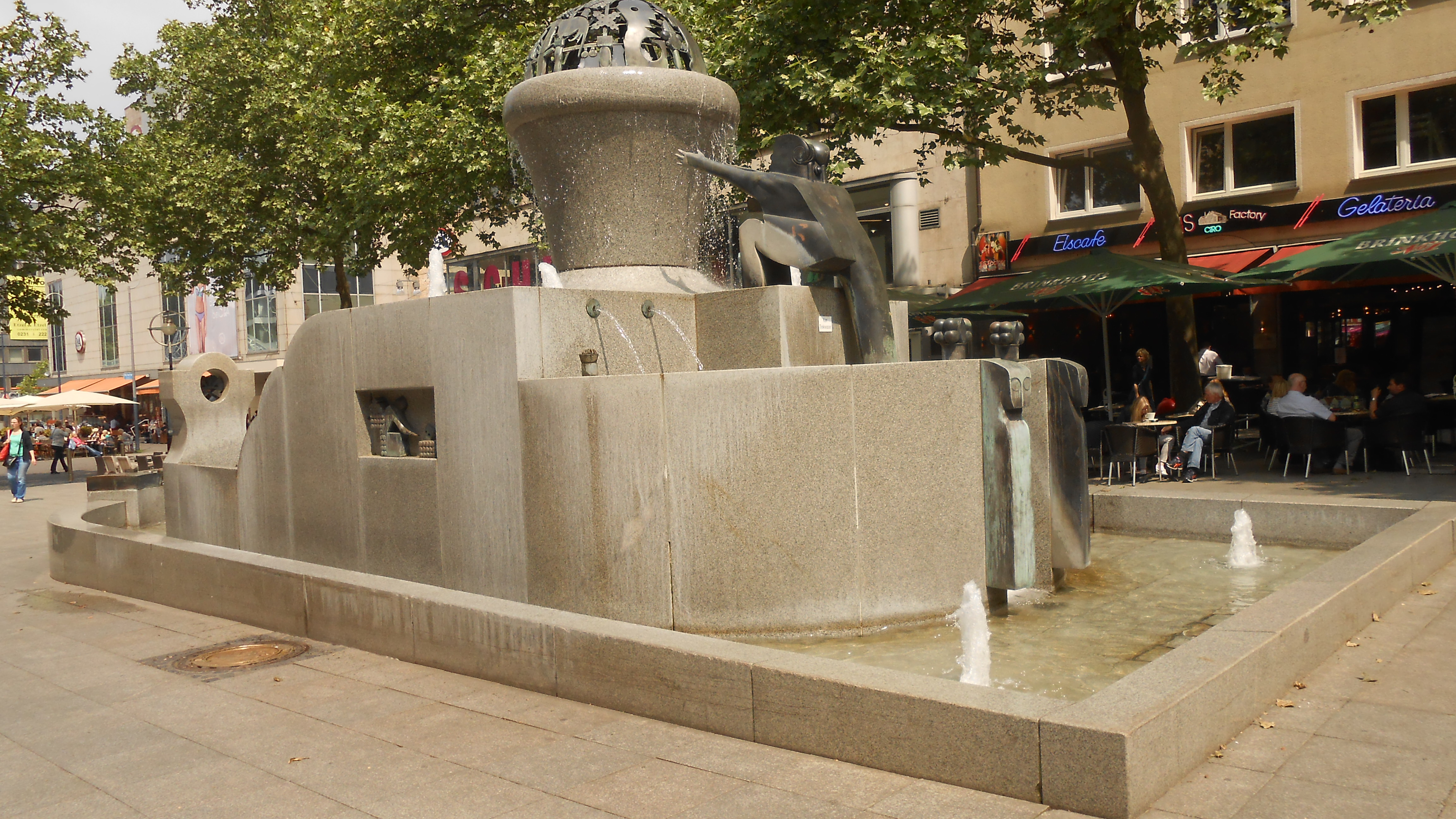
Südliche Ansicht

Zuvor befand sich am Rande des Platzes ein Stufenbrunnen, der in den 1970er Jahren an der Marienkirche errichtet worden war. Schmettau konnte sich mit seinem Entwurf gegen fünf weitere Künstler durchsetzen, unter ihnen auch gegen Eberhard Linke, der bereits den Gauklerbrunnen im Stadtgarten Dortmund gestaltet hatte. Schmettaus Entwurf wurde durch eine Jury bestehend aus Politikern und Kunstsachverständigen ausgewählt.
Ausgeführt wurde die Arbeit in Granit und Bronze. Der Brunnen hat eine Größe von 0,5 m im kleinen, oberen Becken und 4,5 m im großen, unteren Becken, die Breiten betragen 7 und 12 m. Der Brunnen wird unter der Kunstwerk-Nr. 44135-003 als Kunst im öffentlichen Raum der Stadt Dortmund geführt. Schmettau hat in seinem Kunstwerk das Gefälle der Straße und auch einen ehemaligen Bachlauf, der sich an dieser Stelle befunden hatte, berücksichtigt. Das Wasser des Brunnens entspringt im oberen Wasserbecken, dem kleineren, welches von einer Kugel gekrönt ist, schlängelt sich auf der nördlichen Seite um einen Frosch aus Bronze, sprudelt über Stufen, die auch den ehemaligen Bauchlauf durch unterschiedliche Ausarbeitung darstellen, um dann das untere, größere Becken zu füllen. Auch auf der südlichen Seite ergießt sich das Wasser vom oberen ins untere Becken und hier versucht eine Person aus Bronze, den Brunnen zu erklimmen. In beiden Becken befinden sich kleine Fontänen. Umgeben ist das untere Becken von einem breiten Rand, der zum Sitzen einlädt.
Mit seinem Standort markiert der Brunnen den Anfang des Fußgängerbereiches der Kleppingstraße zum Ostenhellweg.